# Simrisstenen 1
Simrisstenen 1, (DR 344), är en runsten av sandsten som står vid Simris kyrka i byn Simris, Simrishamns kommun. Bredvid den står Simrisstenen 2. 
Translitteration:
biarngaiR × lit (*) raisa * stain * þina * eftiR * rafn * broþur * sin * su(i)n * kun(u)--s * a suiþiuþu
Tolkning:
BiarngeR let resa sten þænna æftiR Rafn, broþur sin, swen Gunu[lf]s a Sweþiuþu.
Översättning:
Björnger lät resa denna sten efter sin broder Ravn, sven hos Gunnulv i Svitjod.